# Тхабисимов, Умар Хацицович
Умар Хацицович Тхабисимов (16 августа 1919, аул Ходзь, Белый Юг России — 21 августа 1998) — адыгский композитор-песенник, певец, гармонист; основоположник современного адыгского профессионального музыкального искусства; народный артист РСФСР (1990).

## Биография
С 1939 г. учился в Тамбовском кавалерийском училище. Участник Великой Отечественной войны с 1941 года. В январе 1943 года окончил курсы младших лейтенантов 29-й армии. В 1945 году - гвардии младший лейтенант, командир взвода ПТР 28-го гвардейского противотанкового дивизиона 23-й гвардейской Дновской Краснознаменной стрелковой дивизии. За время войны был дважды контужен и четырежды ранен (последнее ранение — 21 марта 1945 г.). Участник боев в Прибалтике, Польше, Германии.
С 1943 г. — художественный руководитель и директор Ходзенского Дома культуры, одновременно с 1945 г. — директор Дома культуры п. Кошехабль Адыгейской АО (по 1963 г.). В 1948—1953 гг. — концертмейстер и солист Адыгейского ансамбля песни и пляски. В 1952—1954 гг. обучался вокалу и теории музыки в Ленинградской консерватории. В 1956 г. обучался вокалу в музыкальном училище в Нальчике. В 1963—1967 гг. — солист и концертмейстер Концертно-эстрадного бюро (Майкоп), в 1967—1971 гг. — солист и концертмейстер филармонии (Нальчик). В 1971—1972 гг. руководил самодеятельными коллективами в Нальчике. С 1973 г. — солист и концертмейстер Адыгейской филармонии в (Майкоп).
С 1976 г. — член Союза композиторов СССР.
Автор Гимна Адыгеи (на слова Исхака Машбаша), принятого в 1992 г. постановлением Верховного Совета Адыгеи.

## Творчество
В 1947 г. на конкурсе самодеятельных коллективов было исполнено его первое произведение — танцевальная сюита «Утро в ауле». В 1957 г. состоялось выступление автора в Колонном зале Дома союзов — прозвучала песня «Письмо солдата». Первый сборник его песен вышел в свет в 1960 г.; в последующем вышли ещё 10 сборников.
Земцовский И. И. говорил — "Оригинальность и яркость У. Тхабисимова-человека, способствовали выделению нового смыслового, мифологического по сути вектора — жизнь как искусство. На наш взгляд, работа исследователя должна быть направлена не на то, чтобы развеять мифы, а скорее на то, чтобы создать «правду мифа» (Дж. Верди), сделать её ещё одним инструментом познания Человека.
С. В. Иванова выделяет ряд характеристик У. Тхабисимова, большинство из которых как нельзя более созвучны с творческим и его человеческим профилем: прежде всего «композитор-талант», и не обязательно «композитор-мастер»; духовный лидер нации; «свободный художник», не отягощенный мыслями о важности своего пребывания на какой-либо службе; композитор, сочетающий в себе талант инструменталиста; эпатажный музыкант, что проявлялось во внешнем виде, в неординарности творческих и жизненных установок; творец, слава и известность которого порождали домыслы, сплетни, скандалы, разбирательства; композитор, отдающий приоритет исполнению, нежели изданию своих сочинений.

### Избранные сочинения
Более 600 песен на слова X. Гашокова, А. Гадагатля, М. Губжева, И. Вараввы, К. Жанэ, А. Кешокова, И. Машбаша, З. Тхагазитова, Н. Хунаховой, А. Шогенцукова, С. Яхутля.
Опера
- «Лаукан» (либретто П. Кошубаева и X. Беретаря по повести Т. Керашева «Месть табунщика»)

Для хора
- Салам победителям (сл. А. Кешокова)
- Мы строим коммунизм (сл. М. Паранука, 1963)
- песни (сл. А. Кешокова, 1975—1976);

Для хора и симфонического оркестра
- Адыгея моя (позывная Адыгейского радио и гимн Адыгеи, сл. С. Яхутля, 1949)
- Салам казакам соседям (сл. А. Гадагатля, 1960)
- Партия Ленина (сл. К. Жанэ, 1965)
- Баллада о дереве (сл. А. Кешокова, 1970)
- Земля моя (сл. А. Кешокова, 1971)
- кантаты Славлю Вас (сл. К. Жанэ, 1978), Адыгея о Ленине поет (сл. Ю. Крючкова, 1979), Цугу Теучеис (нар. ашуг, 1979), Партия Ленина, Утро Родины, Песня о партии (сл. И. Сычева);

Для хора и инструментального ансамбля
- кантаты: Я славлю руки человека, Родина (сл. К. Жанэ);

Для солиста и хора
- Ленин всегда с нами (сл. С. Яхутля, 1973);

Для солиста и оркестра
- Марш коммунистических бригад (сл. К. Жанэ)
- Радостный праздник (сл. И. Машбаша, 1979);

Для симфонического оркестра
- Рассвет в ауле (симфоническая поэма, 1967)

Для эстрадного оркестра
- пьесы
- фантазия «Мой аул»;

Для трубы с оркестром
- Концерт;

Для виолончели с оркестром
- Концерт;

Для кларнета с оркестром
- Концерт;

Для ансамбля скрипачей
- Две фантазии
- Рапсодия адыгов
- «Мелодия»;

Для скрипки и фортепиано
- Соната
- Ноктюрн
- «Восход солнца»
- «Утренняя мелодия»
- Марш

Для кларнета и фортепиано
- Концерт;

Для трубы и фортепиано
- Ноктюрн;

Для фортепиано
- фантазии: «Родина» (1971), Адыгея моя, Нарты (1976)
- Соната-фантазия
- более сорока детских пьес, в том числе «Попрыгунья», «Я мечтаю», «Я с Асланчиком танцую», «Солнечный зайчик», «Ноктюрн»;

Для фортепиано с оркестром
- два концерта.

## Награды и признание
- орден Красной Звезды (1945)[8]
- медали (в т.ч. "За победу над Германией в Великой Отечественной войне 1941-1945 гг."[9])
- орден Отечественной войны 1-й степени (1985)[9]
- заслуженный работник культуры РСФСР (1966)
- заслуженный деятель искусств РСФСР (1982)
- народный артист РСФСР (1990)
- Государственная премия Республики Адыгея.

## Память
Имя У. Х. Тхабисимова присвоено Майкопскому училищу искусств (постановление Кабинета Министров Республики Адыгея от 30.10.1998 № 339).